# Coupe d'Angleterre de rugby à XIII 2022
Navigation
Édition précédente Édition suivante
La Coupe d'Angleterre de rugby à XIII 2022 (dite Betfred Challenge Cup pour des raisons commerciales) est la 121e édition de la Coupe d'Angleterre, compétition à élimination directe mettant aux prises des clubs de rugby à XIII amateurs et professionnels affiliés à la Rugby Football League.
Des clubs anglais, gallois, écossais et français y participent. La compétition se déroule du 14 janvier 2022 au 28 mai 2022. La finale est prévue après huit tours à élimination directe mettant aux prises les clubs professionnels et est programmée le 17 juillet 2021 au Tottenham Hotspur Stadium de Londres.
Les rencontres sont diffusées en direct au Royaume-Uni sur BBC Sport et Sky Sports.

## Clubs participants
L'épreuve est disputée entre les clubs professionnels de Super League, Championship et League 1 ainsi qu'un certain nombre de clubs amateurs invités.
Le club français de Toulouse olympique XIII (présent en Super League) ne prend pas part à l'épreuve.
En effet, les clubs français sont tenus de payer des frais d'inscription relativement élevés. Seuls les Dragons catalans sont en mesure de les supporter.

## Phase finale
|  | Huitièmes de finale                         | Huitièmes de finale           | Huitièmes de finale                          | Huitièmes de finale           |              |              | Quarts de finale                        | Quarts de finale                        | Quarts de finale                        | Quarts de finale                        |  |  | Demi-finales                  | Demi-finales                  | Demi-finales                  | Demi-finales                  |  |  | Finale                                      | Finale                                      | Finale                                      | Finale                                      |
|  |                                             |                               |                                              |                               |              |              |                                         |                                         |                                         |                                         |  |  |                               |                               |                               |                               |  |  |                                             |                                             |                                             |                                             |
|  | Le 25 mars 2022 au DW Stadium               | Le 25 mars 2022 au DW Stadium | Le 25 mars 2022 au DW Stadium                | Le 25 mars 2022 au DW Stadium |              |              | Le 10 avril 2022 à l'Emerald Headingley | Le 10 avril 2022 à l'Emerald Headingley | Le 10 avril 2022 à l'Emerald Headingley | Le 10 avril 2022 à l'Emerald Headingley |  |  | Le 7 mai 2022 à l'Elland Road | Le 7 mai 2022 à l'Elland Road | Le 7 mai 2022 à l'Elland Road | Le 7 mai 2022 à l'Elland Road |  |  | Le 28 mai 2022 au Tottenham Hotspur Stadium | Le 28 mai 2022 au Tottenham Hotspur Stadium | Le 28 mai 2022 au Tottenham Hotspur Stadium | Le 28 mai 2022 au Tottenham Hotspur Stadium |
|  | Wigan                                       | Wigan                         | 20                                           | 20                            |              |              | Le 10 avril 2022 à l'Emerald Headingley | Le 10 avril 2022 à l'Emerald Headingley | Le 10 avril 2022 à l'Emerald Headingley | Le 10 avril 2022 à l'Emerald Headingley |  |  | Le 7 mai 2022 à l'Elland Road | Le 7 mai 2022 à l'Elland Road | Le 7 mai 2022 à l'Elland Road | Le 7 mai 2022 à l'Elland Road |  |  | Le 28 mai 2022 au Tottenham Hotspur Stadium | Le 28 mai 2022 au Tottenham Hotspur Stadium | Le 28 mai 2022 au Tottenham Hotspur Stadium | Le 28 mai 2022 au Tottenham Hotspur Stadium |
|  | Wigan                                       | Wigan                         | 20                                           | 20                            |              |              | Le 10 avril 2022 à l'Emerald Headingley | Le 10 avril 2022 à l'Emerald Headingley | Le 10 avril 2022 à l'Emerald Headingley | Le 10 avril 2022 à l'Emerald Headingley |  |  | Le 7 mai 2022 à l'Elland Road | Le 7 mai 2022 à l'Elland Road | Le 7 mai 2022 à l'Elland Road | Le 7 mai 2022 à l'Elland Road |  |  | Le 28 mai 2022 au Tottenham Hotspur Stadium | Le 28 mai 2022 au Tottenham Hotspur Stadium | Le 28 mai 2022 au Tottenham Hotspur Stadium | Le 28 mai 2022 au Tottenham Hotspur Stadium |
|  | Salford                                     | Salford                       | 0                                            | 0                             |              |              | Le 10 avril 2022 à l'Emerald Headingley | Le 10 avril 2022 à l'Emerald Headingley | Le 10 avril 2022 à l'Emerald Headingley | Le 10 avril 2022 à l'Emerald Headingley |  |  | Le 7 mai 2022 à l'Elland Road | Le 7 mai 2022 à l'Elland Road | Le 7 mai 2022 à l'Elland Road | Le 7 mai 2022 à l'Elland Road |  |  | Le 28 mai 2022 au Tottenham Hotspur Stadium | Le 28 mai 2022 au Tottenham Hotspur Stadium | Le 28 mai 2022 au Tottenham Hotspur Stadium | Le 28 mai 2022 au Tottenham Hotspur Stadium |
|  | Salford                                     | Salford                       | 0                                            | 0                             | Wigan        | Wigan        | 36                                      | 36                                      |                                         |                                         |  |  | Le 7 mai 2022 à l'Elland Road | Le 7 mai 2022 à l'Elland Road | Le 7 mai 2022 à l'Elland Road | Le 7 mai 2022 à l'Elland Road |  |  | Le 28 mai 2022 au Tottenham Hotspur Stadium | Le 28 mai 2022 au Tottenham Hotspur Stadium | Le 28 mai 2022 au Tottenham Hotspur Stadium | Le 28 mai 2022 au Tottenham Hotspur Stadium |
|  | Le 27 mars 2022 à l'Halliwell Jones Stadium |                               |                                              |                               | Wigan        | Wigan        | 36                                      | 36                                      |                                         |                                         |  |  | Le 7 mai 2022 à l'Elland Road | Le 7 mai 2022 à l'Elland Road | Le 7 mai 2022 à l'Elland Road | Le 7 mai 2022 à l'Elland Road |  |  | Le 28 mai 2022 au Tottenham Hotspur Stadium | Le 28 mai 2022 au Tottenham Hotspur Stadium | Le 28 mai 2022 au Tottenham Hotspur Stadium | Le 28 mai 2022 au Tottenham Hotspur Stadium |
|  |                                             |                               | Wakefield                                    | Wakefield                     | 6            | 6            |                                         |                                         |                                         |                                         |  |  | Le 7 mai 2022 à l'Elland Road | Le 7 mai 2022 à l'Elland Road | Le 7 mai 2022 à l'Elland Road | Le 7 mai 2022 à l'Elland Road |  |  | Le 28 mai 2022 au Tottenham Hotspur Stadium | Le 28 mai 2022 au Tottenham Hotspur Stadium | Le 28 mai 2022 au Tottenham Hotspur Stadium | Le 28 mai 2022 au Tottenham Hotspur Stadium |
|  | Wakefield                                   | Wakefield                     | Wakefield                                    | Wakefield                     | 6            | 6            | 16                                      | 16                                      |                                         |                                         |  |  | Le 7 mai 2022 à l'Elland Road | Le 7 mai 2022 à l'Elland Road | Le 7 mai 2022 à l'Elland Road | Le 7 mai 2022 à l'Elland Road |  |  | Le 28 mai 2022 au Tottenham Hotspur Stadium | Le 28 mai 2022 au Tottenham Hotspur Stadium | Le 28 mai 2022 au Tottenham Hotspur Stadium | Le 28 mai 2022 au Tottenham Hotspur Stadium |
|  | Wakefield                                   | Wakefield                     | Le 9 avril 2022 au stade Gilbert-Brutus      |                               |              |              | 16                                      | 16                                      |                                         |                                         |  |  | Le 7 mai 2022 à l'Elland Road | Le 7 mai 2022 à l'Elland Road | Le 7 mai 2022 à l'Elland Road | Le 7 mai 2022 à l'Elland Road |  |  | Le 28 mai 2022 au Tottenham Hotspur Stadium | Le 28 mai 2022 au Tottenham Hotspur Stadium | Le 28 mai 2022 au Tottenham Hotspur Stadium | Le 28 mai 2022 au Tottenham Hotspur Stadium |
|  | Warrington                                  | Warrington                    | 12                                           | 12                            |              |              |                                         |                                         |                                         |                                         |  |  | Le 7 mai 2022 à l'Elland Road | Le 7 mai 2022 à l'Elland Road | Le 7 mai 2022 à l'Elland Road | Le 7 mai 2022 à l'Elland Road |  |  | Le 28 mai 2022 au Tottenham Hotspur Stadium | Le 28 mai 2022 au Tottenham Hotspur Stadium | Le 28 mai 2022 au Tottenham Hotspur Stadium | Le 28 mai 2022 au Tottenham Hotspur Stadium |
|  | Warrington                                  | Warrington                    | 12                                           | 12                            | Wigan        | Wigan        | 20                                      | 20                                      |                                         |                                         |  |  |                               |                               |                               |                               |  |  | Le 28 mai 2022 au Tottenham Hotspur Stadium | Le 28 mai 2022 au Tottenham Hotspur Stadium | Le 28 mai 2022 au Tottenham Hotspur Stadium | Le 28 mai 2022 au Tottenham Hotspur Stadium |
|  | Le 26 mars 2022 au Recreation Ground        |                               |                                              |                               | Wigan        | Wigan        | 20                                      | 20                                      |                                         |                                         |  |  |                               |                               |                               |                               |  |  | Le 28 mai 2022 au Tottenham Hotspur Stadium | Le 28 mai 2022 au Tottenham Hotspur Stadium | Le 28 mai 2022 au Tottenham Hotspur Stadium | Le 28 mai 2022 au Tottenham Hotspur Stadium |
|  |                                             |                               | St Helens                                    | St Helens                     | 18           | 18           |                                         |                                         |                                         |                                         |  |  |                               |                               |                               |                               |  |  | Le 28 mai 2022 au Tottenham Hotspur Stadium | Le 28 mai 2022 au Tottenham Hotspur Stadium | Le 28 mai 2022 au Tottenham Hotspur Stadium | Le 28 mai 2022 au Tottenham Hotspur Stadium |
|  | St Helens                                   | St Helens                     | St Helens                                    | St Helens                     | 18           | 18           | 46                                      | 46                                      |                                         |                                         |  |  |                               |                               |                               |                               |  |  | Le 28 mai 2022 au Tottenham Hotspur Stadium | Le 28 mai 2022 au Tottenham Hotspur Stadium | Le 28 mai 2022 au Tottenham Hotspur Stadium | Le 28 mai 2022 au Tottenham Hotspur Stadium |
|  | St Helens                                   | St Helens                     | Le 7 mai 2022 à l'Elland Road                |                               |              |              | 46                                      | 46                                      |                                         |                                         |  |  |                               |                               |                               |                               |  |  | Le 28 mai 2022 au Tottenham Hotspur Stadium | Le 28 mai 2022 au Tottenham Hotspur Stadium | Le 28 mai 2022 au Tottenham Hotspur Stadium | Le 28 mai 2022 au Tottenham Hotspur Stadium |
|  | Whitehaven                                  | Whitehaven                    | 6                                            | 6                             |              |              |                                         |                                         |                                         |                                         |  |  |                               |                               |                               |                               |  |  | Le 28 mai 2022 au Tottenham Hotspur Stadium | Le 28 mai 2022 au Tottenham Hotspur Stadium | Le 28 mai 2022 au Tottenham Hotspur Stadium | Le 28 mai 2022 au Tottenham Hotspur Stadium |
|  | Whitehaven                                  | Whitehaven                    | 6                                            | 6                             | St Helens    | St Helens    | 36                                      | 36                                      |                                         |                                         |  |  |                               |                               |                               |                               |  |  | Le 28 mai 2022 au Tottenham Hotspur Stadium | Le 28 mai 2022 au Tottenham Hotspur Stadium | Le 28 mai 2022 au Tottenham Hotspur Stadium | Le 28 mai 2022 au Tottenham Hotspur Stadium |
|  | Le 26 mars 2022 au stade Gilbert-Brutus     |                               |                                              |                               | St Helens    | St Helens    | 36                                      | 36                                      |                                         |                                         |  |  |                               |                               |                               |                               |  |  | Le 28 mai 2022 au Tottenham Hotspur Stadium | Le 28 mai 2022 au Tottenham Hotspur Stadium | Le 28 mai 2022 au Tottenham Hotspur Stadium | Le 28 mai 2022 au Tottenham Hotspur Stadium |
|  |                                             |                               | Dragons Catalans                             | Dragons Catalans              | 20           | 20           |                                         |                                         |                                         |                                         |  |  |                               |                               |                               |                               |  |  | Le 28 mai 2022 au Tottenham Hotspur Stadium | Le 28 mai 2022 au Tottenham Hotspur Stadium | Le 28 mai 2022 au Tottenham Hotspur Stadium | Le 28 mai 2022 au Tottenham Hotspur Stadium |
|  | Dragons Catalans                            | Dragons Catalans              | Dragons Catalans                             | Dragons Catalans              | 20           | 20           | 27                                      | 27                                      |                                         |                                         |  |  |                               |                               |                               |                               |  |  | Le 28 mai 2022 au Tottenham Hotspur Stadium | Le 28 mai 2022 au Tottenham Hotspur Stadium | Le 28 mai 2022 au Tottenham Hotspur Stadium | Le 28 mai 2022 au Tottenham Hotspur Stadium |
|  | Dragons Catalans                            | Dragons Catalans              | Le 9 avril 2022 au John Smiths Stadium       |                               |              |              | 27                                      | 27                                      |                                         |                                         |  |  |                               |                               |                               |                               |  |  | Le 28 mai 2022 au Tottenham Hotspur Stadium | Le 28 mai 2022 au Tottenham Hotspur Stadium | Le 28 mai 2022 au Tottenham Hotspur Stadium | Le 28 mai 2022 au Tottenham Hotspur Stadium |
|  | Featherstone                                | Featherstone                  | 14                                           | 14                            |              |              |                                         |                                         |                                         |                                         |  |  |                               |                               |                               |                               |  |  | Le 28 mai 2022 au Tottenham Hotspur Stadium | Le 28 mai 2022 au Tottenham Hotspur Stadium | Le 28 mai 2022 au Tottenham Hotspur Stadium | Le 28 mai 2022 au Tottenham Hotspur Stadium |
|  | Featherstone                                | Featherstone                  | 14                                           | 14                            | Wigan        | Wigan        | 16                                      | 16                                      |                                         |                                         |  |  |                               |                               |                               |                               |  |  |                                             |                                             |                                             |                                             |
|  | Le 27 mars 2022 au Craven Park              |                               |                                              |                               | Wigan        | Wigan        | 16                                      | 16                                      |                                         |                                         |  |  |                               |                               |                               |                               |  |  |                                             |                                             |                                             |                                             |
|  |                                             |                               | Huddersfield                                 | Huddersfield                  | 14           | 14           |                                         |                                         |                                         |                                         |  |  |                               |                               |                               |                               |  |  |                                             |                                             |                                             |                                             |
|  | Huddersfield                                | Huddersfield                  | Huddersfield                                 | Huddersfield                  | 14           | 14           | 30                                      | 30                                      |                                         |                                         |  |  |                               |                               |                               |                               |  |  |                                             |                                             |                                             |                                             |
|  | Huddersfield                                | Huddersfield                  |                                              |                               |              |              |                                         | 30                                      |                                         |                                         |  |  |                               |                               |                               |                               |  |  |                                             |                                             |                                             |                                             |
|  | Barrow                                      | Barrow                        | 16                                           | 16                            |              |              |                                         |                                         |                                         |                                         |  |  |                               |                               |                               |                               |  |  |                                             |                                             |                                             |                                             |
|  | Barrow                                      | Barrow                        | 16                                           | 16                            | Huddersfield | Huddersfield | 24                                      | 24                                      |                                         |                                         |  |  |                               |                               |                               |                               |  |  |                                             |                                             |                                             |                                             |
|  | Le 26 mars 2022 au Post Office Road         |                               |                                              |                               | Huddersfield | Huddersfield | 24                                      | 24                                      |                                         |                                         |  |  |                               |                               |                               |                               |  |  |                                             |                                             |                                             |                                             |
|  |                                             |                               | Hull FC                                      | Hull FC                       | 16           | 16           |                                         |                                         |                                         |                                         |  |  |                               |                               |                               |                               |  |  |                                             |                                             |                                             |                                             |
|  | Hull FC                                     | Hull FC                       | Hull FC                                      | Hull FC                       | 16           | 16           | 58                                      | 58                                      |                                         |                                         |  |  |                               |                               |                               |                               |  |  |                                             |                                             |                                             |                                             |
|  | Hull FC                                     | Hull FC                       | Le 8 avril 2022 à l'Hull College Craven Park |                               |              |              | 58                                      | 58                                      |                                         |                                         |  |  |                               |                               |                               |                               |  |  |                                             |                                             |                                             |                                             |
|  | Sheffield                                   | Sheffield                     | 12                                           | 12                            |              |              |                                         |                                         |                                         |                                         |  |  |                               |                               |                               |                               |  |  |                                             |                                             |                                             |                                             |
|  | Sheffield                                   | Sheffield                     | 12                                           | 12                            | Huddersfield | Huddersfield | 25                                      | 25                                      |                                         |                                         |  |  |                               |                               |                               |                               |  |  |                                             |                                             |                                             |                                             |
|  | Le 26 mars 2022 au New Craven               |                               |                                              |                               | Huddersfield | Huddersfield | 25                                      | 25                                      |                                         |                                         |  |  |                               |                               |                               |                               |  |  |                                             |                                             |                                             |                                             |
|  |                                             |                               | Hull KR                                      | Hull KR                       | 4            | 4            |                                         |                                         |                                         |                                         |  |  |                               |                               |                               |                               |  |  |                                             |                                             |                                             |                                             |
|  | Hull KR                                     | Hull KR                       | Hull KR                                      | Hull KR                       | 4            | 4            | 24                                      | 24                                      |                                         |                                         |  |  |                               |                               |                               |                               |  |  |                                             |                                             |                                             |                                             |
|  | Hull KR                                     | Hull KR                       |                                              |                               |              |              |                                         | 24                                      |                                         |                                         |  |  |                               |                               |                               |                               |  |  |                                             |                                             |                                             |                                             |
|  | Leigh                                       | Leigh                         | 18                                           | 18                            |              |              |                                         |                                         |                                         |                                         |  |  |                               |                               |                               |                               |  |  |                                             |                                             |                                             |                                             |
|  | Leigh                                       | Leigh                         | 18                                           | 18                            | Hull KR      | Hull KR      | 34                                      | 34                                      |                                         |                                         |  |  |                               |                               |                               |                               |  |  |                                             |                                             |                                             |                                             |
|  | Le 26 mars 2022 à l'Headingley              |                               |                                              |                               | Hull KR      | Hull KR      | 34                                      | 34                                      |                                         |                                         |  |  |                               |                               |                               |                               |  |  |                                             |                                             |                                             |                                             |
|  |                                             |                               | Castleford                                   | Castleford                    | 10           | 10           |                                         |                                         |                                         |                                         |  |  |                               |                               |                               |                               |  |  |                                             |                                             |                                             |                                             |
|  | Castleford                                  | Castleford                    | Castleford                                   | Castleford                    | 10           | 10           | 40                                      | 40                                      |                                         |                                         |  |  |                               |                               |                               |                               |  |  |                                             |                                             |                                             |                                             |
|  | Castleford                                  | Castleford                    |                                              |                               |              |              |                                         | 40                                      |                                         |                                         |  |  |                               |                               |                               |                               |  |  |                                             |                                             |                                             |                                             |
|  | Leeds                                       | Leeds                         | 16                                           | 16                            |              |              |                                         |                                         |                                         |                                         |  |  |                               |                               |                               |                               |  |  |                                             |                                             |                                             |                                             |
|  | Leeds                                       | Leeds                         | 16                                           | 16                            |              |              |                                         |                                         |                                         |                                         |  |  |                               |                               |                               |                               |  |  |                                             |                                             |                                             |                                             |
|  |                                             |                               |                                              |                               |              |              |                                         |                                         |                                         |                                         |  |  |                               |                               |                               |                               |  |  |                                             |                                             |                                             |                                             |

## Huitièmes de finale
Légende : (1) Super League, (2) Championship, (3) League 1.
Les huitièmes de finale se déroulent entre le 25 et le 27 mars 2022.
| 25 mars 2022 | Wigan (1)                                                                                       | 20 - 0 (14 - 0) | (1) Salford | DW Stadium, Wigan 6 005 spectateurs Arbitre : Robert Hicks |
| 25 mars 2022 | Essai(s) : Byrne, Marshall, Bateman Transformation(s) : Hardaker (3) Pénalité(s) : Hardaker (1) |                 |             | DW Stadium, Wigan 6 005 spectateurs Arbitre : Robert Hicks |
| 25 mars 2022 |                                                                                                 |                 |             | DW Stadium, Wigan 6 005 spectateurs Arbitre : Robert Hicks |

| 26 mars 2022 | Sheffield (2)                                            | 12 - 58 (0 - 26) | (1) Hull FC | Post Office Road, Featherstone 1 039 spectateurs Arbitre : James Child |
| 26 mars 2022 | Essai(s) : Welham, Holmes Transformation(s) : Holmes (2) |                  | Essai(s) : Connor (2), Swift, Wynne (3), Savelio, Griffin, Tuimavave, Vulikijapani, Lane Transformation(s) : McNamara (7) | Post Office Road, Featherstone 1 039 spectateurs Arbitre : James Child |
| 26 mars 2022 |                                                          |                  | | Post Office Road, Featherstone 1 039 spectateurs Arbitre : James Child |

| 26 mars 2022 | Whitehaven (2)   | 4 - 46 (0 - 18) | (1) St Helens                                                                                               | Recreation Ground, Whitehaven 4 869 spectateurs Arbitre : Tom Grant |
| 26 mars 2022 | Essai(s) : Dixon |                 | Essai(s) : Batchelor, Sironen, Amor, Norman, Dodd, Percival, Lussick, Roby Transformation(s) : Makinson (7) | Recreation Ground, Whitehaven 4 869 spectateurs Arbitre : Tom Grant |
| 26 mars 2022 |                  |                 | | Recreation Ground, Whitehaven 4 869 spectateurs Arbitre : Tom Grant |

| 26 mars 2022 | Hull KR (1)                                                                           | 24 - 18 (18 - 2) | (2) Leigh                                                   | Craven Park, Kingston upon Hull 3 088 spectateurs Arbitre : Aaron Moore |
| 26 mars 2022 | Essai(s) : Halton, Lewis, Parcell, Storton Transformation(s) : Abdull (1), Dagger (3) |                  | Essai(s) : Brand, Jones, Mellor Transformation(s) : Inu (2) | Craven Park, Kingston upon Hull 3 088 spectateurs Arbitre : Aaron Moore |
| 26 mars 2022 |                                                                                       |                  |                                                             | Craven Park, Kingston upon Hull 3 088 spectateurs Arbitre : Aaron Moore |

| 26 mars 2022 | Dragons Catalans (1)                                                                        | 27 - 14 (8 - 10) | (2) Featherstone                                            | Stade Gilbert-Brutus , Perpignan 3 624 spectateurs Arbitre : Chris Kendall |
| 26 mars 2022 | Essai(s) : Yaha (2), Kasiano, May, Davies Transformation(s) : Tomkins (3) Drop(s) : Tomkins |                  | Essai(s) : Pickersgill, Leilua (2) Transformation(s) : Hall | Stade Gilbert-Brutus , Perpignan 3 624 spectateurs Arbitre : Chris Kendall |
| 26 mars 2022 |                                                                                             |                  |                                                             | Stade Gilbert-Brutus , Perpignan 3 624 spectateurs Arbitre : Chris Kendall |

| 26 mars 2022 | Leeds (1)                                                   | 16 - 40 (-) | (1) Castleford                                                                              | Headingley, Leeds 5 122 spectateurs Arbitre : Liam Moore |
| 26 mars 2022 | Essai(s) : Martin, Sutcliffe Transformation(s) : Martin (2) |             | Essai(s) : Trueman, Mamo, O'Brien, Turner, Lawler, Eden (2) Transformation(s) : O'Brien (6) | Headingley, Leeds 5 122 spectateurs Arbitre : Liam Moore |
| 26 mars 2022 |                                                             |             |                                                                                             | Headingley, Leeds 5 122 spectateurs Arbitre : Liam Moore |

| 27 mars 2022 | Warrington (1)                                            | 12 - 16 (12 - 6) | (1) Wakefield                                              | Halliwell Jones Stadium, Warrington 2 627 spectateurs Arbitre : Jack Smith |
| 27 mars 2022 | Essai(s) : Wrench, Thewlis Transformation(s) : Widdop (2) |                  | Essai(s) : Murphy, Lyne, Hall Transformation(s) : Lino (2) | Halliwell Jones Stadium, Warrington 2 627 spectateurs Arbitre : Jack Smith |
| 27 mars 2022 |                                                           |                  |                                                            | Halliwell Jones Stadium, Warrington 2 627 spectateurs Arbitre : Jack Smith |

| 27 mars 2022 | Barrow (2)                                               | 16 - 30 (6 - 18) | (1) Huddersfield                                                                   | Craven Park, Barrow-in-Furness 3 135 spectateurs Arbitre : Marcus Griffiths |
| 27 mars 2022 | Essai(s) : Ritson (2), Stack Transformation(s) : Sammut, |                  | Essai(s) : Yates, Leutele, Ikahihifo, Ashworth, Senior Transformation(s) : Russell | Craven Park, Barrow-in-Furness 3 135 spectateurs Arbitre : Marcus Griffiths |
| 27 mars 2022 |                                                          |                  |                                                                                    | Craven Park, Barrow-in-Furness 3 135 spectateurs Arbitre : Marcus Griffiths |

## Quarts de finale
Légende : (1) Super League, (2) Championship, (3) League 1.
| 8 avril 2022 | Hull KR (1)                                                                        | 34 - 10 (12 - 10) | (1) Castleford                                  | Hull College Craven Park Arbitre : R. Hicks |
| 8 avril 2022 | Essai(s) : Minchella (2), Hall, Milnes, Wood, Abdull Transformation(s) : Coote (5) |                   | Essai(s) : Eden (2) Transformation(s) : O'Brien | Hull College Craven Park Arbitre : R. Hicks |
| 8 avril 2022 |                                                                                    |                   |                                                 | Hull College Craven Park Arbitre : R. Hicks |

| 9 avril 2022 | Dragons Catalans (1)                                                | 20 - 36 (10 - 20) | (1) St Helens | John Smiths Stadium 8 624 spectateurs Arbitre : C. Kendall |
| 9 avril 2022 | Essai(s) : Yaha (2), Dudson, Davies Transformation(s) : Mourgue (2) |                   | Essai(s) : Welsby, Dodd, Percival, Knowles, Norman, Batchelor Transformation(s) : Makinson (5) Pénalité(s) : Makinson | John Smiths Stadium 8 624 spectateurs Arbitre : C. Kendall |
| 9 avril 2022 |                                                                     |                   | | John Smiths Stadium 8 624 spectateurs Arbitre : C. Kendall |

| 9 avril 2022 | Huddersfield (1)                                                                               | 24 - 16 (16 - 6) | (1) Hull FC                                                        | Stade Gilbert-Brutus 3 637 spectateurs Arbitre : L. Moore |
| 9 avril 2022 | Essai(s) : Leutele, Hall, Laolohea Transformation(s) : Laolohea (3) Pénalité(s) : Laolohea (3) |                  | Essai(s) : Lovodua, Savelio, McIntosh Transformation(s) : Gale (2) | Stade Gilbert-Brutus 3 637 spectateurs Arbitre : L. Moore |
| 9 avril 2022 |                                                                                                |                  |                                                                    | Stade Gilbert-Brutus 3 637 spectateurs Arbitre : L. Moore |

| 10 avril 2022 | Wakefield (1)                                | 6 - 36 (6 - 12) | (1) Wigan                                                                        | Be Well Support Stadium 3 756 spectateurs Arbitre : James Child |
| 10 avril 2022 | Essai(s) : Murphy Transformation(s) : Jowitt |                 | Essai(s) : Field (3), Havard, Hardaker, Farrell Transformation(s) : Hardaker (6) | Be Well Support Stadium 3 756 spectateurs Arbitre : James Child |
| 10 avril 2022 |                                              |                 |                                                                                  | Be Well Support Stadium 3 756 spectateurs Arbitre : James Child |

## Demi-finales
Légende : (1) Super League, (2) Championship, (3) League 1.
| 7 mai 2022 | Wigan (1)                                                            | 20 - 18 (14 - 0) | (1) St Helens                                                    | Elland Road, Leeds 22 141 spectateurs Arbitre : James Child |
| 7 mai 2022 | Essai(s) : Marshall (2), Cust, Farrell Transformation(s) : Smith (2) |                  | Essai(s) : Hurrell, Lomax, Roby Transformation(s) : Makinson (3) | Elland Road, Leeds 22 141 spectateurs Arbitre : James Child |
| 7 mai 2022 |                                                                      |                  |                                                                  | Elland Road, Leeds 22 141 spectateurs Arbitre : James Child |

| 7 mai 2022 | Hull KR (1)             | 4 - 25 (-) | (1) Huddersfield                                                                            | Elland Road, Leeds |
| 7 mai 2022 | Essai(s) : Kenny-Dowall |            | Essai(s) : Jones, Senior, McGillvary, Trout Transformation(s) : Russell (4) Drop(s) : Fages | Elland Road, Leeds |
| 7 mai 2022 |                         |            |                                                                                             | Elland Road, Leeds |

## Finale (28 mai 2022)
(mt : 10 - 6)
Homme du match :  Chris McQueen
Points marqués : 
- Huddersfield Giants : 3 essais de Leutele (17e), McQueen (33e) et McGillvary (58e) ; 1 pénalité de Lolohea (2e).
- Wigan Warriors : 3 essais de Smith (25e), Field (42e) et Marshall (76e) ; 2 transformations de Smith (26e et 43e).

Évolution du score : 2-0, 6-0, 6-6, 10-6 (mi-temps), 10-12, 14-12, 14-16
Arbitre :   James Child
Spectateurs : 51 628
Composition des équipes :
- Huddersfield Giants : Tui Lolohea, Jermaine McGillvary, Leroy Cudjoe, Ricky Leutele, Innes Senior, Jack Cogger, Oliver Russell, Chris Hill, Danny Levi, Oliver Wilson, Joshua Jones, Chris McQueen, Luke Yates - Matty English, Joe Greenwood, Ashton Golding, Owen Trout - Entraîneur : Ian Watson
- Wigan Warriors : Jai Field, Bevan French, Iain Thornley, Jake Bibby, Liam Marshall, Cade Cust, Smith, Brad Singleton, Brad O'Neill, Liam Byrne, Liam Farrell, John Bateman, Morgan Smithies - Thomas Leuluai, Patrick Mago, Kaide Ellis, Ethan Havard - Entraîneur : Matt Peet

## Médias
Poursuivant une tradition ininterrompue, la BBC diffuse la coupe sur ses chaines nationales principales ( BBC 1 ou BBC 2) au Royaume-Uni.
En France, Beinsport se lance timidement dans la diffusion des matchs dans lesquels jouent les Dragons catalans.
France 3 Occitanie diffuse exceptionnellement le quart de finale opposant les Dragons catalans et Saint-Helens.